# 阿當·禾頓
阿當·詹姆斯·禾頓（英語：Adam James Wharton；2004年2月6日—）是一名英格蘭職業足球員，司職中場，現時效力英超球會水晶宫。

## 球會生涯

### 布力般流浪
禾頓在布力般流浪開始足球生涯，他在六歲時開始參與球會的足球訓練班。2022年2月，禾頓與布力般流浪簽下他的首份職業合約，為期兩年半，另設續約一年的選項。
2022年8月10日，他在對陣哈特普爾的聯賽盃首圈賽事中上演職業生涯地標戰，協助球隊在主場以4–0擊敗對手。同月27日，禾頓在布力般流浪對陣史篤城的英冠比賽中首次在聯賽上陣。他在四日後對陣黑池的比賽中首次在聯賽正選上陣，並在賽後獲選為比賽最佳球員。同年10月22日，他在對陣伯明翰的英冠賽事中射入職業生涯首個入球，協助球隊以2–1勝出。禾頓在同年12月和球會續約至2028年6月。

### 水晶宫
2024年2月1日，英超球隊水晶宫在冬季轉會窗死線日宣布簽入禾頓，合約為期五年半，轉會費據報為1800萬英鎊，另加400萬鎊獎金。同月3日，他在對陣白禮頓的英超比賽中首次代表球會上陣，水晶宮最終以4–1不敵對手。
2024年10月，禾頓因鼠蹊手術而要缺陣三個月。2025年5月17日，禾頓在水晶宮對陣曼城的英格蘭足總盃決賽中正選上陣，協助球隊以1–0擊敗對手，為水晶宮奪得隊史首個主要錦標。

## 國家隊生涯
2022年9月16日，禾頓與布力般流浪隊友一同獲英格蘭U19徵召。他在五日後對陣黑山U19的2–0勝仗中首次代表U19梯隊。
2023年8月31日，禾頓獲列入英格蘭U20的集訓名單。同年11月16日，他在對陣意大利的比賽中首次代表英格蘭U20，球隊最終以3–0落敗。
2024年3月25日，禾頓首次獲英格蘭U21徵召，參與歐洲國家盃外圍賽。他在對陣盧森堡的比賽中上演地標戰，後備上陣協助球隊以7–0大勝
2024年5月21日，禾頓入選英格蘭的2024年歐洲國家盃初選名單，這是他首次獲英格蘭成年隊徵召。同年6月3日，他在對陣波斯尼亞的熱身賽中完成國家隊地標戰，協助球隊以3–0擊敗對手。同月，他入選了英格蘭的2024年歐洲國家盃決選名單，但他並未在賽事中上陣。

## 個人生活
禾頓的兄長亦是一名職業足球員，現時效力布力般流浪。

## 生涯統計

### 球會
最後更新：2025年5月17日
| 效力球會   | 球季     | 聯賽     | 聯賽 | 聯賽 | 國家盃賽 | 國家盃賽 | 聯賽盃賽 | 聯賽盃賽 | 洲制賽事 | 洲制賽事 | 其他 | 其他 | 總計 | 總計 |
| 效力球會   | 球季     | 聯賽     | 上陣 | 入球 | 上陣     | 入球     | 上陣     | 入球     | 上陣     | 入球     | 上陣 | 入球 | 上陣 | 入球 |
| ---------- | -------- | -------- | ---- | ---- | -------- | -------- | -------- | -------- | -------- | -------- | ---- | ---- | ---- | ---- |
| 布力般流浪 | 2022–23  | 英冠     | 18   | 2    | 0        | 0        | 4        | 0        | —        | —        | —    | —    | 22   | 2    |
| 布力般流浪 | 2023–24  | 英冠     | 26   | 2    | 1        | 0        | 2        | 0        | —        | —        | —    | —    | 29   | 2    |
| 布力般流浪 | 總計     | 總計     | 44   | 4    | 1        | 0        | 6        | 0        |          |          | —    | —    | 51   | 4    |
| 水晶宮     | 2023–24  | 英超     | 16   | 0    | —        | —        | —        | —        | —        | —        | —    | —    | 16   | 0    |
| 水晶宮     | 2024–25  | 英超     | 20   | 0    | 5        | 0        | 2        | 0        | —        | —        | —    | —    | 27   | 0    |
| 水晶宮     | 總計     | 總計     | 36   | 0    | 5        | 0        | 2        | 0        | 0        | 0        | 0    | 0    | 43   | 0    |
| 生涯總計   | 生涯總計 | 生涯總計 | 80   | 4    | 6        | 0        | 8        | 0        | 0        | 0        | 0    | 0    | 94   | 4    |

### 國家隊
最後更新：2024年6月3日
| 代表國家隊 | 年份 | 上陣 | 入球 |
| ---------- | ---- | ---- | ---- |
| 英格蘭     | 2024 | 1    | 0    |
| 總計       | 總計 | 1    | 0    |

## 荣誉

### 球會
水晶宫
- 英格兰足总杯冠軍：2024–25[14]
- 英格蘭社區盾冠軍：2025[28]

## 外部連結
- 水晶宮官方網站上的球員檔案 （页面存档备份，存于）
- 阿當·禾頓－UEFA國際賽競賽紀錄